# گرفتار در یک دودکش
گرفتار در یک دودکش (انگلیسی: Caught in a Flue) که با نام ترس سارق هم شناخته می‌شود، یک فیلم کوتاه کمدی به کارگردانی مورگان والاس است که در سال ۱۹۱۴ منتشر شد. از بازیگران این فیلم می‌توان به راسکو آرباکل اشاره کرد.